# Herent
Herent es un municipio belga perteneciente a la provincia de Brabante Flamenco, en el arrondissement de Lovaina.
A 1 de enero de 2018 tiene 21 633 habitantes. Comprende los deelgemeentes de Herent, Veltem-Beisem y Winksele
Se ubica en la periferia noroccidental de Lovaina, sobre la carretera N26 que lleva a Malinas.
Es el lugar de nacimiento de Edward Van Dijck, ciclista ganador de la Vuelta a España 1947.

## Demografía

### Evolución
Todos los datos históricos relativos al actual municipio, el siguiente gráfico refleja su evolución demográfica, incluyendo municipios después de efectuada la fusión el 1 de enero de 1977.
| Gráfica de evolución demográfica de Herent entre 1846 y 2020 |
|                                                              |